# St.-Ansgar-Kirche (Elmshorn)

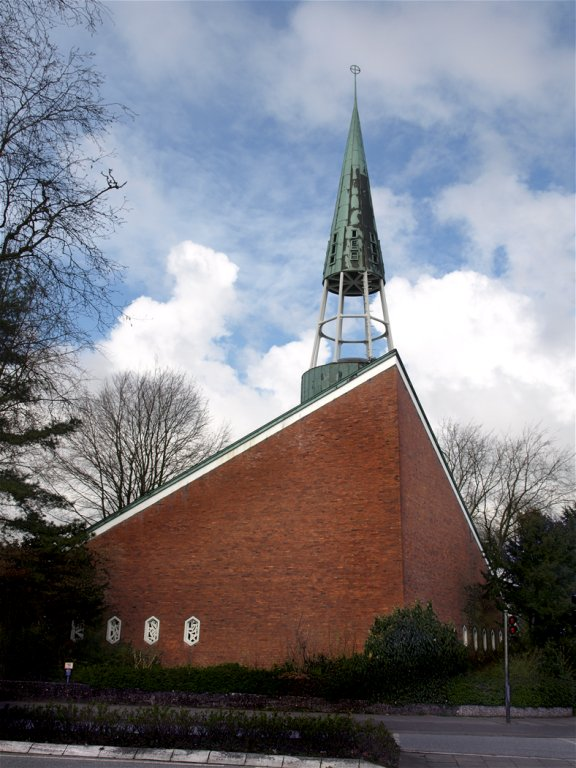
St.-Ansgar-Kirche

Die St.-Ansgar-Kirche in Elmshorn gehört zur evangelisch-lutherischen Friedenskirchengemeinde im Kirchenkreis Rantzau-Münsterdorf der Evangelisch-Lutherischen Kirche in Norddeutschland. Sie wurde im Dezember 1962 eingeweiht. Benannt wurde sie nach dem Erzbischof von Hamburg-Bremen Ansgar und erbaut nach den Plänen von Otto Andersen.

## Geschichte
Im Winter 1959/60 wurden die Verhandlungen mit dem Architekten Otto Andersen aufgenommen, der für seine kirchlichen Bauten bekannt war. Am 5. Oktober 1960 wurden die ersten Errichtungsarbeiten getätigt, nämlich die Betonpfähle, welche die Grundstatik darstellen. Die Beton- und Stahlarbeiten endeten im September 1961. Der Turm (noch ohne Verkleidung) wurde am 9. Dezember 1961 auf dem Dach der Kirche platziert (was zwei Versuche erforderte). Das Richtfest fand am 13. Dezember 1961 statt.
Die Kirche wurde am 3. Advent 1962 eingeweiht. Im Sommer 1967 bekam der Turm seine Kupferverkleidung.

## Bauwerk
Die Kirche besteht aus Stahlträgern und ist auf 30 Betonpfählen gegründet. Außen ist sie mit roten Backsteinen ummauert und von innen weiß gestrichen. Sie bietet Platz für bis zu 400 Besucher.
Das Kirchenschiff wurde auf einem quadratischen Grundriss errichtet und erinnert mit seiner Stahlbeton-Konstruktion und weißen Innenraumgestaltung an ein Zelt. In ihr befinden sich der Gottesdienstraum, ein Küsteraufenthaltsraum, eine Sakristei sowie ein Keller. Sie verfügt über zwei Eingänge, von der Ansgarstraße und der Schönaich-Carolath-Straße. Beide Eingänge führen auf den Altar aus Stein. Ebenso zum Gelände gehören ein 1954 errichtetes Pastorat und ein Gemeindehaus.

## Ausstattung

### Altar
Der Hamburger Künstler Fritz Fleer schuf den Altar mit drei großen Bronze-Relieftafeln, die die drei großen christlichen Feste (Weihnachten, Ostern und Pfingsten) darstellen.

### Taufe
Ebenfalls von Fritz Fleer wurde die Taufschale gestaltet, die eingelassen in eine Stele in der Mitte des Altarraumes steht und das Zentrum des Gottesdienstraumes markiert.

### Orgel
Die Orgel wurde von der Hamburger Firma Rudolf von Beckerath Orgelbau gefertigt. Sie befindet sich auf der Empore gegenüber vom Altar. Der Orgelbau begann im Juni 1963, im August 1963 wurde sie fertiggestellt und eingebaut, so dass sie am Sonntag, dem 4. August 1963, eingeweiht wurde. Die Orgel hat 25 Register, 1750 Orgelpfeifen, auf zwei Manualen und Pedal.

### Fenster
Es gibt 16 unterschiedliche Buntglasfenster des Künstlers Ernst Günter Hansing. Davon befinden sich zehn an den Seiten des Gottesdienstraums, eins im Küsteraufenthaltsraum, eins am Treppenabgang und die restlichen vier in der Sakristei. Der besondere Lichteinfall kommt von einer Glaskuppel, die sich über dem Altar unter dem Glockenturm befindet.

### Glocken
Die Glocken wurden von der Firma F. W. Schilling gegossen. In der Melodielinie erklingt das österliche Halleluja.
| Glocke            | Schlagton | Innenschrift                                                          |
| ----------------- | --------- | --------------------------------------------------------------------- |
| Weihnachtsglocke  | a"        | Siehe, ich verkündige euch große Freude!                              |
| Karfreitagsglocke | h"        | Es ist vollbracht!                                                    |
| Osterglocke       | d"'       | Der Herr ist auferstanden, er ist wahrhaftig auferstanden! Halleluja! |
| Pfingstglocke     | e"'       | Siehe, ich bin bei euch alle Tage bis an der Welt Ende!               |
| Ewigkeitsglocke   | fis"'     | Siehe, ich komme bald und mein Lohn mit mir.                          |